# Hnutí za evropskou reformu
Hnutí za evropskou reformu (anglicky: Movement for European Reform, MER) bylo založeno 13. července 2006, jde o panevropskou aliancí národních politických stran, které jsou středo-pravicově konzervativní, jsou pro volný trh a mají euroskeptické sklony. MER byl vytvořen jako předzvěst vzniku politické skupiny Evropští konzervativci a reformisté, která zahájila činnost v červnu 2009 po volbách do Evropského parlamentu.

## Historie
MER byl vytvořen jako předběžná opatření mimo Evropský parlament, dokud se nevytvoří po volbách v roce 2009 nová skupina. Do té doby bude část evropských poslanců stále členy EPP-ED.
Od svého spuštění nebylo jasné, zda MER zůstane jednoduchou panevropskou aliancí nebo zažádá o úřední uznání na politickou stranu evropské úrovni.
Po evropských volbách v roce 2009 členové MER zahájili činnost nové evropské skupiny Evropští konzervativci a reformisté a do evropské strany AECR, kde jsou všichni členové ECR v EU.
MER na svých stránkách přestal být aktualizován v roce 2007 a v červnu 2009 stínový ministr zahraničí William Hague (Konzervativní strana) řekl, že cíle a aktivity MERu byly přeložené do nové evropské parlamentní skupiny.

## Ideologie
MER chce, aby Evropská unie existovala jako volnější nadnárodní organizace, než je současná struktura.

## Členové
- Spojené království – Konzervativní strana
- Česko – Občanská demokratická strana
- Polsko – Právo a spravedlnost